# 39-й Нью-Йоркский пехотный полк
39-й Нью-Йоркский добровольческий пехотный полк (англ. 39th New York Volunteer Infantry Regiment), также Garibaldi Guard — один из пехотных полков армии Союза во время Гражданской войны в США. Полк прошёл почти все сражения Гражданской войны на востоке от первого сражения при Булл-Ран до Аппоматоксской капитуляции и был расформирован 1 июля 1865 года ввиду истечения срока службы. Полк был набран из венгров, швейцарцев, итальянцев и французов. Он попал в плен после капитуляции Харперс-Ферри, из-за чего пропустил сражения конца 1862 и начала 1863 года.

## Формирование
Полк был набран по инициативе Нью-Йоркского "Union Defense Committee" с санкции Военного Департамента. Он был сформирован в Нью-Йорке под руководством полковника Фредерика Джорджа Д'Утасси и 27 мая 1861 принял на службу штату Нью-Йорк. На следующий день, 28 мая, полк отправился в Вашингтон и там 6 июня 1861 года был принят на службу в федеральную армию сроком на 3 года. Три роты полка были набраны из немцев, три из венгров, одна из швейцарцев, одна из итальянцев, одна из французов и одна из испанцев и португальцев.

## Боевой путь

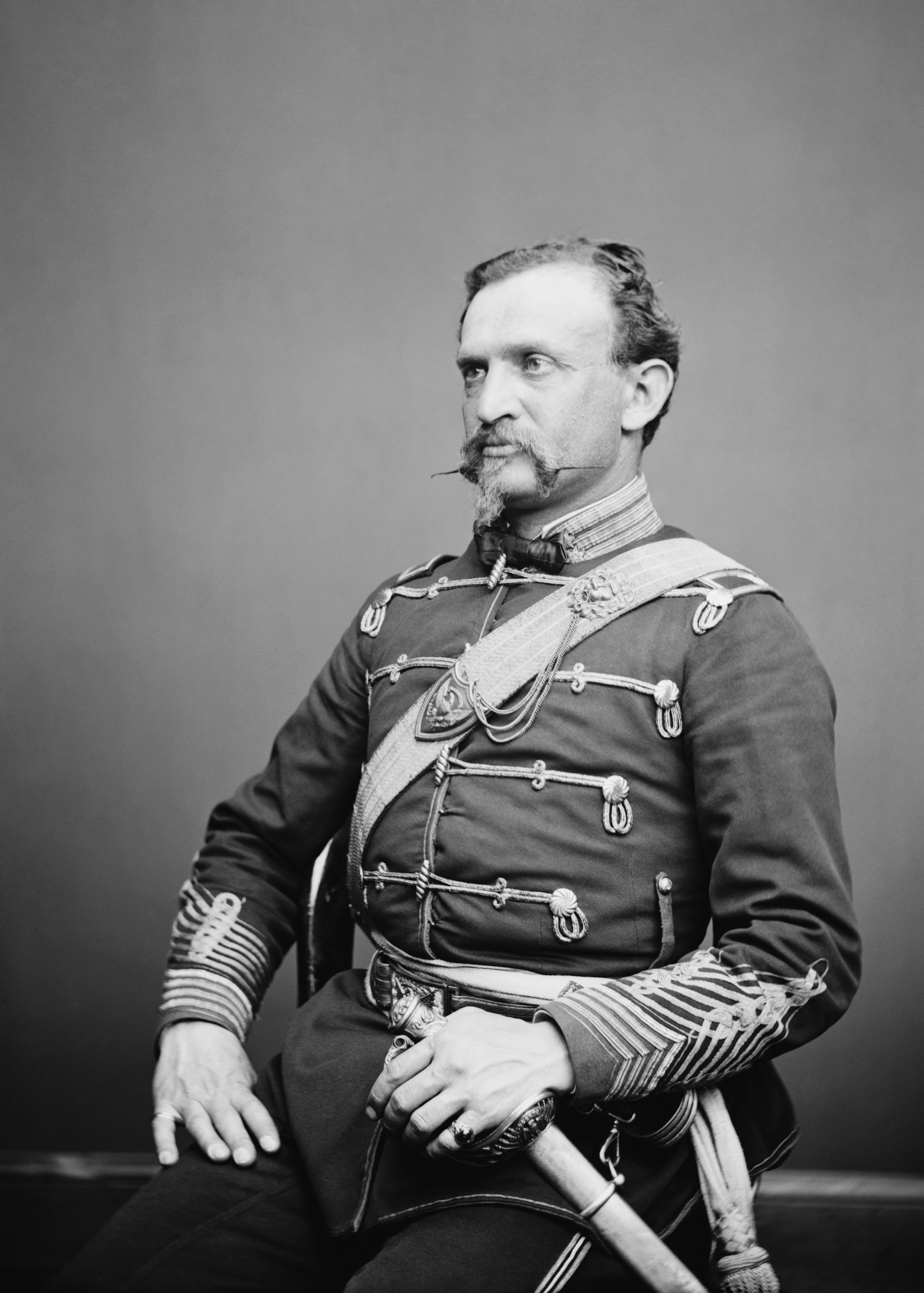
Полковник Фредерик Д'Утасси.

После прибытия в Вашингтон полк был сведён с  8-м и 29-м Нью-Йоркскими полками в бригаду, которую возглавил Луис Бленкер (в дивизии Диксона Майлза). Полк разместили под Александрией в лагере Кэмп-Грайнелл. В ближайшие же месяцы у полка возникло много проблем: рядовым вовремя не выплатили жалованье, не выдали винтовок, их семьи не получили обещанной помощи, офицеры не были утверждены в званиях, и тд. 8 июня 50 рядовых роты G взбунтовались, и с капитаном Францем Табацем в главе вошли в Вашингтон. В полночь они были окружены тремя ротами пехоты и одной ротой кавалерии, разоружены, и отправлены под арест. Впоследствии конфликт был улажен и рота вернулась к службе.
16 июля бригады Бленкера участвовала в наступлении к Манассасу, но не была задействована в Первом сражении при Булл-Ран. Вечером после сражение Бленкер получил приказ встать южнее Сентервилла и прикрыть отступление армии. Он развернул в линию два своих полка, а 39-й поставил в резерве позади 29-го. После 21:00 бригада вступила в перестрелку с кавалерией южан, в ходе которой сумела освободить нескольких захваченных кавалерией федеральных солдат. Затем кавалерия ещё несколько раз беспокоила их с фланга, а в полночь командование приказало отступить к Вашингтону.
В январе 1862 года Блекнер стал дивизионным командиром и бригаду возглавил Джулиус Стейхл. В марте дивизия Бленкера стала частью II корпуса Потомакской армии, но 1 апреля её вывели из корпуса и включили в состав Горного Департамента для участия в боях в долине Шенандоа. 17 апреля полк перешёл реку Шенандоа у Сникерс-Ферри и вошёл в Перривилл. 11 мая полк присоединился к армии Фриманта.
В начале июне полк участвовал в преследовании отступающего генерала Джексона и настиг его у Кросс-Кейс. 39-й был временно переведён из бригады Стейхла в бригаду полковника Клюзере, которая наступала в авангарде. Но в решающей фазе боя у Кросс-Кейс принимала участие только бригада Стейхла.
19 июня подполковник Репетти покинул полк,а 18 июня майор Шварц стал подполковником. Его место майора занял капитан Хью Хиллебрандт. 26 июня полк был выведен из бригады Стейхла и включён в бригаду генерала Джулиуса Уайта. Июль-август бригада простояла в Мартинсберге, а затем отступила в Харперс-Ферри, где вошла в подчинение генералу Диксону Майлзу. Когда дивизии Томаса Джексона подошли к Харперс-Ферри, бригаду Уайта разместили на высотах Боливар-Хайс. При этом Уайт возглавил все части на высотах, а полковник Д'Утасси возглавил бригаду. 15 сентября гарнизон Харперс-Ферри капитулировал. Все сдавшиеся полки были условно освобождены и их отправили в Огайо, где их вплоть до обмена разместили в лагере Кэмп-Дуглас.

## Примечания

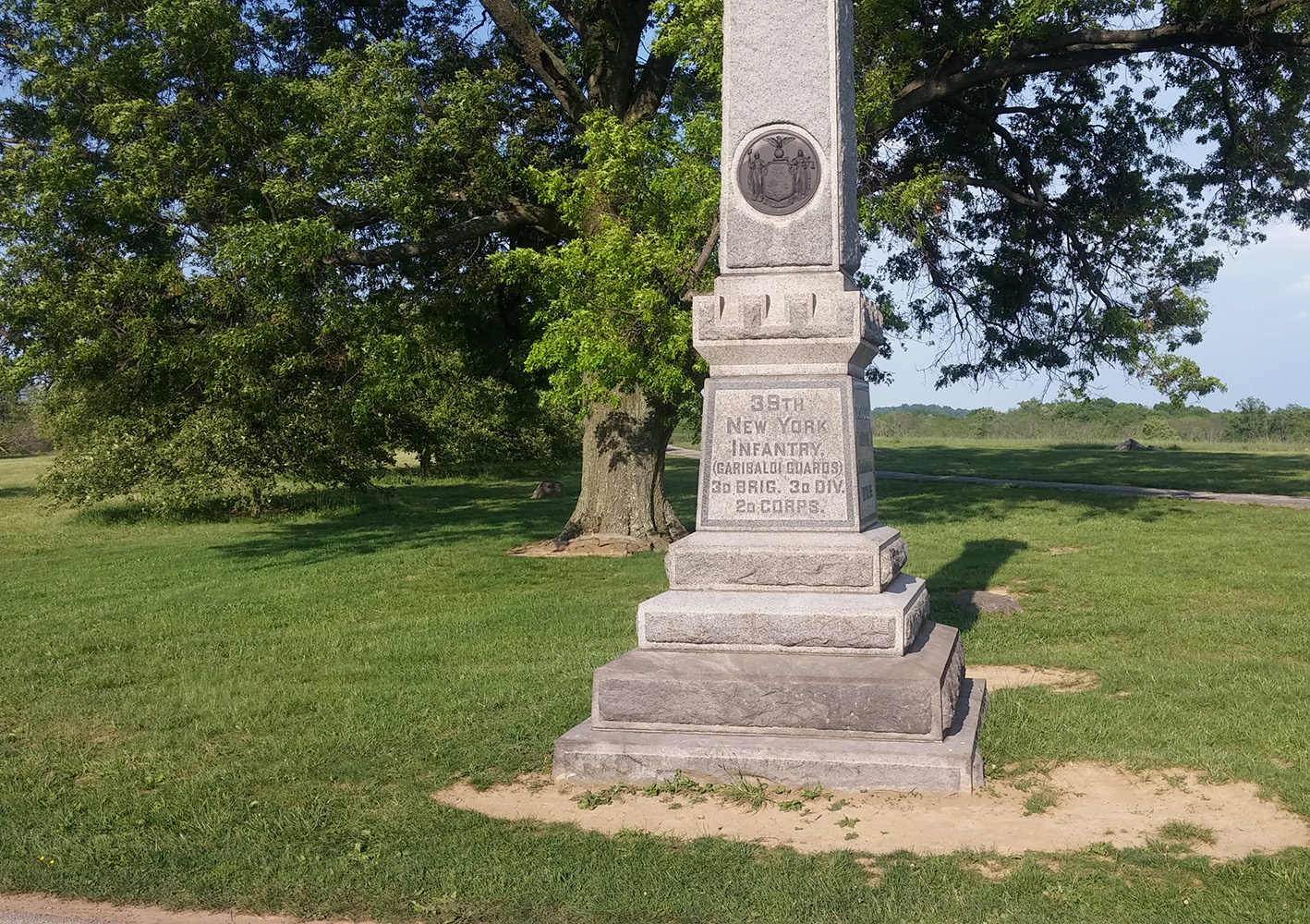
Памятник 39-му Нью-Йоркскому под Геттисбергом.